# AFIS-ALKIS-ATKIS-Modell
Das AFIS-ALKIS-ATKIS-Modell (AAA-Modell) ist das konzeptuelle Anwendungsschema für die Geoinformationssysteme AFIS, ALKIS und ATKIS, die durch die Arbeitsgemeinschaft der Vermessungsverwaltungen der Länder der Bundesrepublik Deutschland (AdV) seit 1996 neu konzipiert wurden.
Das Anwendungsschema wurde in der Modellierungssprache Unified Modeling Language (UML) erstellt. Es gibt die konzeptuelle Sicht auf die zu modellierenden Anwendungen wieder. Die Modellierung entspricht der so genannten 3-Schema-Lehre, die bei einer Datenverarbeitungsanwendung neben der konzeptuellen Sicht auch die interne Sicht (Modellierung der Implementierung) und die externe Sicht (Modellierung der Datenaustauschschnittstelle) unterscheidet.
Das AAA-Modell beschreibt nicht die interne Sicht (also Fragen der Implementierung), sondern stellt stattdessen vor allem die konzeptuelle Sicht dar. Auch die externe Sicht wird angegeben, allerdings geschieht dies nicht mehr in UML, sondern durch eine allgemeine Beschreibung von Regeln, die das konzeptuelle UML-Modell in XML-Schema-Beschreibungen für die Austauschdateien (als Anwendung von GML und XML) darstellen.
Das konzeptuelle Modell ist in folgende Teil-Schemata untergliedert:
- ein Schema für die verwendeten ISO-Normen (z. B. ISO 19107, ISO 19109),
- ein allen Anwendungen gemeinsames Basisschema,
- das AFIS-ALKIS-ATKIS-Fachschema.
- Daneben gibt es zusätzliche UML-Schemata der Operationen der Normbasierten Austauschschnittstelle
- und die strukturelle Definition einer großen Anzahl von Ausgabeprodukten.

Letztere dienen als strukturelle (UML-Klassendiagramm) Vorgabe für die XML Schemata der verschiedenen Ausgabeprodukte als XML-Datei.
- In Version 5.1 wurden zusätzlich Erweiterungen zur Berücksichtigung der OpenGIS Web Service (OWS) Common Specification des Open Geospatial Consortiums (OGC) aufgenommen.
- In Version 6.0 wird die Normbasierte Austauschschnittstelle auf GML 3.2 / ISO 19136 und ISO 19139 aktualisiert.